# Лінкольн Джозеф Стеффенс
Лінкольн Джозеф Стеффенс (нар. 6 квітня 1866, м.Сан-Франциско, штат Каліфорнія — пом. 9 серпня 1936, Кармел-Бі-Сі, Каліфорнія) — американський журналіст-розслідувач, один із провідних макрейкерів на початку ХХ століття. Він написав серію статей у газеті McClure's , що згодом була опублікована у його книзі «Ганьба міст». Він розслідував корупційні схеми в муніципальних урядах американських міст і був прихильником лівих політичних течій.
2011 року журналіст The New York Times Кевін Бейкер написав, що: «Джозефа Лінкольна Стеффенса сьогодні не часто згадують».

## Дитинство
Лінкольн Стеффенс народився у місті Сан-Франциско, штат Каліфорнія, США. Він був єдиним сином і найстаршим з чотирьох дітей Елізабети Луїзи (до шлюбу Сімс) Стеффенс і Джозефа Стеффенса. Його дитинство пройшло в Сакраменто, а сімейний будинок Стеффенсів у вікторіанському стилі був придбаний у купця Альберта Галлатіна в 1887 році. 1903 року ця будівля стала Особняком губернатора Каліфорнії.

## Кар'єра

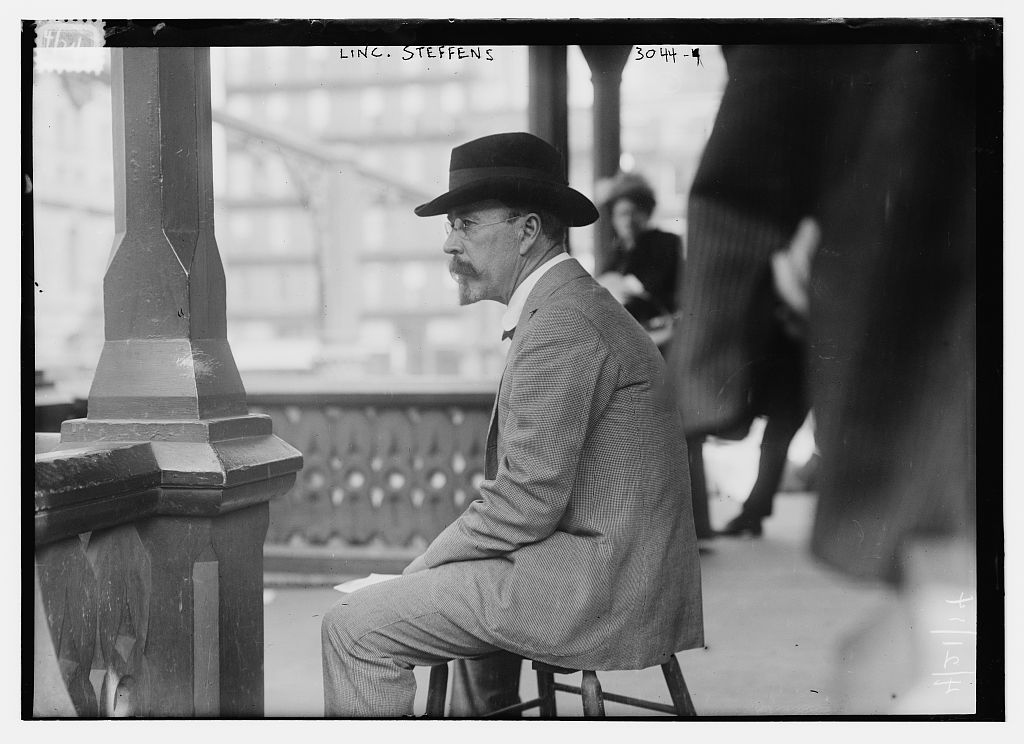
Лінкольн Стеффенс у 1914 році

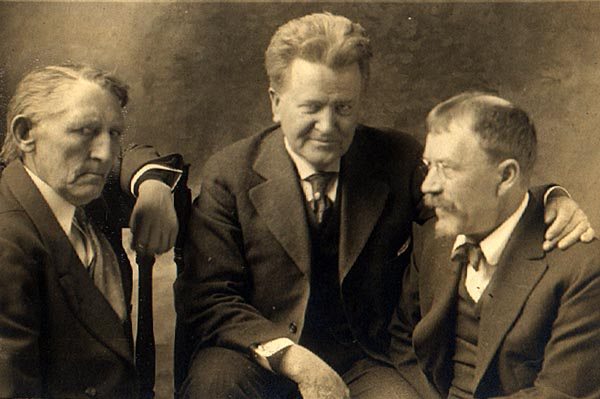
Лінкольн Стеффенс (праворуч) з сенатором La Follette (у центрі) і Ендрю Фурусетом (ліворуч). Орієнтовно 1915 рік.

Лінкольн Стеффенс почав свою журналістську кар'єру у газеті New York Commercial Advertiser в 1890-х роках. Згодом він перейшов працювати у New York Evening Post. Пізніше став редактором журналу McClure's, де він став частиною знаменитого тріо допитливих разом з Ідою Тарбелл і Ремом Станнардом Бейкером. Він займався розслідуваннями урядової та політичної корупції й випустив дві збірки статей — «Сором міст» (1904) та «Боротьба за самоврядування» (1906). Він також написав працю Держава-зрадник (1905), у якій критикувалися жителі міста Нью-Джерсі за покровительську інкорпорацію.
1906 року він залишив McClure, разом з Тарбелл і Бейкером, щоб заснувати Американський журнал.
У «Ганьбі міст» Лінкольн Стеффенс прагнув завершити політичну реформу американських міст, звернувшись до емоційної складової. Він намагався спровокувати обурення прикладами корумпованих міських урядів.
З 1914 по 1915 роки він висвітлював мексиканську революцію і вбачав революцію найкращим середовищем для реформ. 
У 1919 році він здійснив поїздку до Радянського Союзу разом зі шведським комуністом Карлом Кілбомом та американським письменником і дипломатом Вільямом Крістіаном Булліттом, після чого став гарячим прихильником комунізму, особливо після інтерв'ю з Леніним, який нещодавно постраждав від замаху Фанні Каплан. Він писав, що був свідком «заплутаного і важкого» процесу становлення суспільства в період революційних змін. Він писав, що «Радянська Росія була революційним урядом з еволюційним планом», що переживає «тимчасовий стан зла, що стає стерпним з наявністю надії та планування». Після повернення з цієї поїздки він зміг висловити свій ентузіазм знаменитою фразою: «Я бачив майбутнє, і воно працює». У 1926 році в приватному листі він заявив: «я російський патріот, майбутнє за нами; Росія переможе і врятує світ. Це моя віра. Але я не хочу там жити». З появою сталінізму він дедалі більше розчаровувався російською революцією.
1920-ті виявилися важким періодом для журналіста через його відкриту підтримку більшовизму, проти якої виступала більшість газет, які погоджувалися публікувати лише статті, написані в абсолютній анонімності. З цієї причини, озлоблений гнітючим і реакційним кліматом після Першої світової війни, Штеффенс переїхав на віллу в Італії разом зі своєю другою дружиною, політичною активісткою Еллою Вінтер, з якою він познайомився в 1919 році стежачи за подіями на Паризькій мирній конференції, де вони провели тривалий період разом, під час якого Штеффенс мав можливість мати справу з політикою Беніто Муссоліні, чиїм палким прихильником він був.
1931 року він опублікував свої мемуари. Книга стала бестселером, що на деякий час повернула популярність письменника, але Стеффенс не зміг цим скористатися через хворобу. Через хворобу була скорочена кількість лекцій по Америці до 1933 року. Він був учасником проекту Каліфорнійські письменники та програми Нового курсу.
1924 року він одружився у 26 років з письменницею-соціаліскою Леонорою (Еллою) Софі Зимою і переїхав до Італії, де у Сан-Ремо народився їх син Пітер. Через два роки вони переїхали до містечка Кармель-Бі-Сі, Каліфорнія. Коли Джон О'Ші, один з місцевих художників і друг подружжя, опублікував свій малюнок «Душа містера Стеффенса», де зобразив його як гротескного демона, Лінкольн пишався цим малюнком і користувався ним як рекламою.,
1934 року Стеффенс і Вінтерс допомогли заснувати Робітничу школу у Сан-Франциско (пізніше Каліфорнійська школа праці) у якій Лінкольн став працювати консультантом.

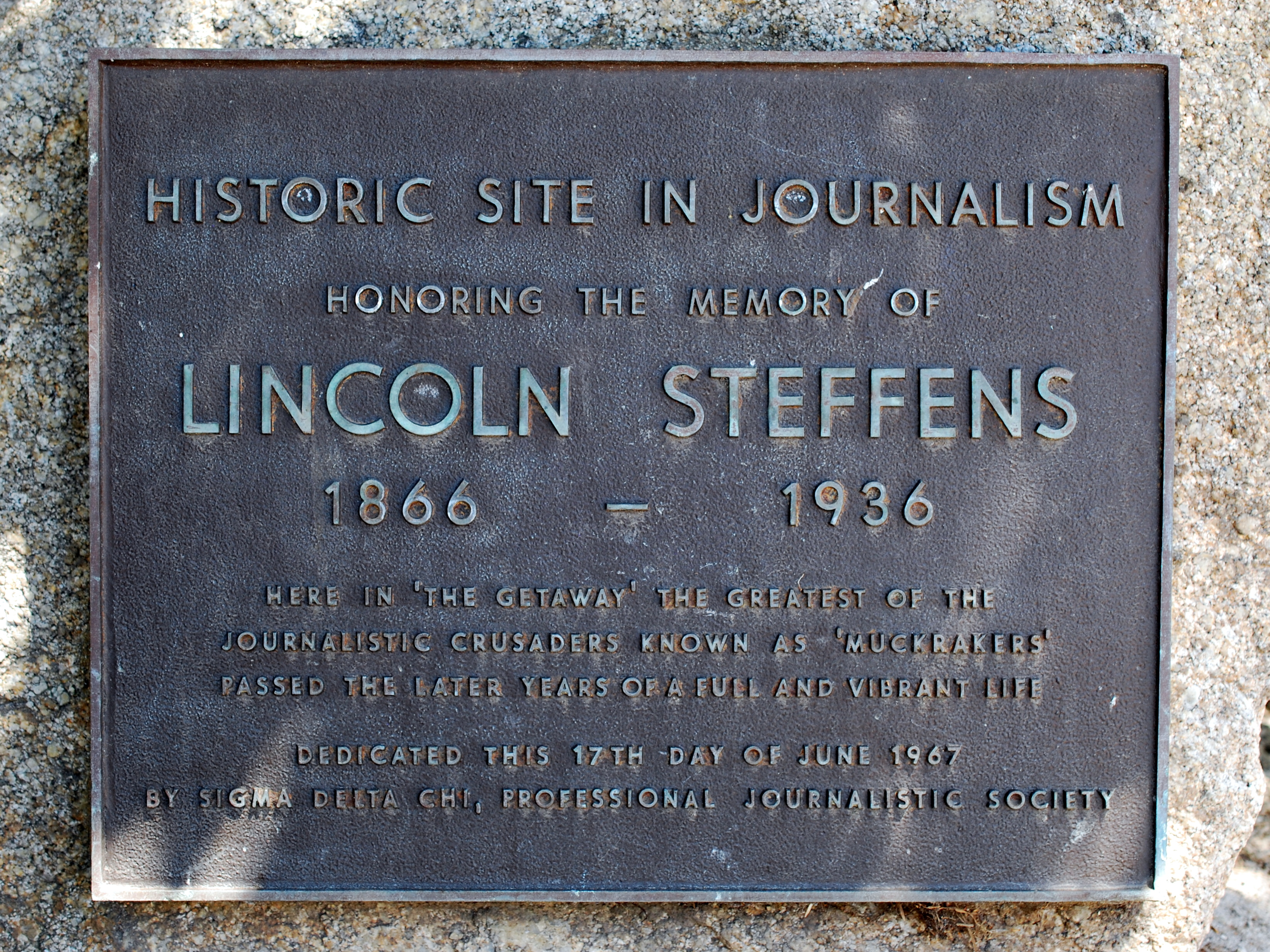
Пам'ятна дошка на будинку Л. Стеффенса поблизу перехрестя проспектів Сан-Антоніо і авеню Океану в місті Кармел, штат Каліфорнія.

Стеффенс помер від серцевої недостатності 9 серпня 1936 року в Кармелі-Бі-Сі, Каліфорнія.

## Творчий доробок
- Піттсбург — це пекло з кришкою (1903) (живопис Жюль Герін/Лінкольн Стеффенс)
- Ганьба міст (1904), онлайн в іІнтернет-архіві
- Держава-зрадник (1905)
- Боротьба за самоврядування (1906), онлайн в Інтернет-архіві
- Будівельники (1909), доступно онлайн в Інтернет-архіві
- Найменший з них: історія фактів (1910), онлайн в Інтернет-архіві
- У Мексику та на вихід! (1916), онлайн в Інтернет-архіві
- Автобіографія Лінкольна Стефенса (1931)